# Iberochondrostoma lusitanicum
Iberochondrostoma lusitanicum là một loài cá vây tia thuộc họ Cyprinidae. Nó là một trong số các loài được xếp vào chi mới được đề nghị gần đây Iberochondrostoma. Loài này chỉ có ở Bồ Đào Nha.
Môi trường sống tự nhiên của chúng là sông ngòi và sông có nước theo mùa.
Chúng hiện đang bị đe dọa vì mất môi trường sống.